# Нетешин
Нете́шин (укр. Неті́шин) — город в Шепетовском районе Хмельницкой области Украины. До 2020 года был городом областного подчинения.

## Географическое положение
Город расположен на реке Горынь, правом притоке реки Припять, на границе Хмельницкой и Ровненской областей, за 7 км от железнодорожной станции Кривин на линии Шепетовка—Здолбунов.

## Население
По данным переписи 2001 года украинцы составляли 87,48 % населения города, русские — 9,83 %.

### Языковой состав
Родной язык населения по данным переписи 2001 года:
| Язык       | Численность, чел. | Доля     |
| ---------- | ----------------- | -------- |
| Украинский | 30 038            | 87,66 %  |
| Русский    | 3 911             | 11,41 %  |
| Другое     | 318               | 0,93 %   |
| Итого      | 34 267            | 100,00 % |

Украинский язык является основным и единственным официальным языком города.
Вторжение России на Украину спровоцировало новую волну украинизации в городе, всё больше людей предпочитают говорить на украинском языке .
По данным Государственной службы статистики Украины в 2023/24 учебном году из 135 705 учащихся в учреждениях общего среднего образования в Хмельницкой области 135 475 (99,83 %) обучались в украиноязычных классах, 230 (0,17 %) — в польскоязычных.

## История

### XVI—XVIII век
- 1542 — первое упоминание о селе Нетешин в письме польского короля Сигизмунда Августа
- 1566 — согласно ІІ Литовскому Статуту Нетешин перешёл к Луцкому повету Волынского воеводства, в 1570-е годы — перешёл к дочери Беаты Костелецькой Гальшки Острожской, а со временем — к князю Василию Острожскому
- 1603 — Нетешин переходит во владения Александра Острожского. После смерти князя в 1603 году Нетешин переходит в наследство его сыновьям — Константину и Янушу Александровичам. До их совершеннолетия Нетешином руководила их мать — Анна Костчанка-Острожская.
- 1621 — село Нетешин переходит княгине А.-А. Ходкевич.
- 1629 — в Нетешине около 50 зданий.
- 20 февраля 1690 — Ян Александр Конецпольський передаёт село Нетешин гетману Станиславу Яну Яблоновскому
- 1702 — Нетешин входит в Кривинское владение князей Яблоновских, которое передаётся в наследство Яблоновским Яну Станиславу (1669—1731), Станиславу-Винцентию (1694—1754), Антонию-Варнави (1732—1799).
- 27 марта 1793 — после второго раздела Польши Нетешин переходит в состав Российской империи.
- 1793 — село включено в состав Изяславской губернии.
- 1797 — согласно указу императора Павла I о новом административном устройстве, Нетешин входит в Острожский уезд Волынской губернии.

### XIX век
- начало XIX века — село находится во владении князя Максимилиана Яблоновского и входит в его Кривинское имение как фильварок — комплекс земельных угодий и хозяйственных строений, на которых помещик вёл собственное хозяйство.
- 1813 — Нетешину принадлежит немногим более, чем 4930 моргов земельных угодий, что составляет примерно 2700 гектаров.
- 1831 — Волынь охватывает эпидемия холеры. В селе Нетешине за период с 29 марта по 25 апреля заболело 9 человек, выздоровело двое, один скончался и 6 остались больными.
- июль 1834 — в селе возник пожар, за организацию тушения которого и спасение из огня трёх селян председателя острожского земского суда Г. Былибу волынский губернатор наградил золотой медалью.
- 1846 — умирает князь М. Яблоновский, и Кривинское имение вместе с Нетешином переходит по наследству к его сыну Владиславу. Последний, однако, не особенно следил за его развитием и со временем всё пришло в запустение. Спасая имение Яблоновских от полного краха, тесть Владислава Бенедикт Тышкевич выкупил его часть (Плужнянский и Гильский ключи) на имя дочери.
- 7 февраля 1856 — село продано с открытых торгов в Петербуржском опекунском совете графине Наталье Павловне Зубовой. Купленное имение графиня Зубова отдавала в управление различным лицам, так называемым «поверенным», предоставляя им широкие полномочия в его управлении.
- 1870 — в Нетешине на средства прихожан была построена деревянная на каменном фундаменте православная церковь в честь святого Великомученика Георгия Победоносца и такая же звонница. Нетешинская церковь была приписана к приходу села Вельбовно.
- 1882 — сельское кладбище ограждено деревянным забором, построена на средства прихожан деревянная часовня.
- 1872 (по другим источникам 1875) — в Нетешине основана одноклассная школа. Учеников учили местный священник и отдельный учитель. На 1881 год в ней обучалось 20 юношей. За учёбу платили сами селяне. Сумма оплаты на год составляла по одним источникам — 141 рубль, по другим — 100 рублей.
- 8 февраля 1885 — одноклассная школа преобразована в церковно-приходскую.

### XX век
- Начало XX века — село Нетешин становится собственностью Цецилии Исааковны Леви.
- 30 декабря 1922 — проходит I Всесоюзный съезд Советов, на котором провозглашён и утверждён Договор о создании СССР. Между сёлами Нетешин и Вельбовно проходит государственная граница между Советским союзом и Польшей. Нетешин остаётся в составе Советской Украины, отрезанный от своего исторического уездного центра — Острога.
- 1924 — в Нетешине создаётся партийная организация, секретарём которой становится Франц Пашинский. Вскоре появляются комсомольский центр и пионерская организация.
- 1929 — в селе создан колхоз.
- 1931 — построен клуб, в помещении которого также располагаются библиотека и семилетняя школа.
- 1932—1933 — в Нетешине, как и на всей территории Советской Украины, начинается голод.
- 1933—1937 — в селе репрессировано около 200 человек.
- 1936 — построена Нетешинская гидроэлектростанция мощностью 325 кВт, проведена электрификация села.
- 4 июля 1941 — Нетешин захватывают гитлеровцы; в селе создаётся управа во главе со старостой Феодосием Савчуком.
- 18 января 1944 — село освобождено 287-й стрелковой дивизией 1-го Украинского фронта. Село имело двоих Героев Советского Союза — С. И. Дикалова и Евстафия Борсаля. Оба вскоре скончались от ран.
- 1949 — возобновляет работу местная ГЭС. Она была реконструирована, мощность увеличена.
- Начало 60-х годов — вступает в действие высоковольтная линия «Добротвор—Луцк—Ровно», поэтому сельскую ГЭС закрывают.
- 1971 — принято постановление ЦК КПСС и Совета Министров СССР о строительстве АЭС в западных районах Украины.
- Начало 1975 — в Нетешин прибывает поисковая экспедиция Киевского отделения института «Теплоэлектропроект», которая выполняла работу по составлению вариантов размещения АЭС в Рожнятове Ивано-Франковской и Нетешине Хмельницкой областей.
- 17 апреля 1975 — Министерство энергетики и электрификации СССР принимает решение о технико-экономическом размещении АЭС в Нетешине Хмельницкой области.
- 10 декабря 1975 — Постановлением Совета Министров УССР № 536 утверждён акт о выборе площадки для строительства Хмельницкой атомной электростанции.
- 4 февраля 1977 — Министерством энергетики и электрификации СССР издан приказ № 46-а «О начало работ по строительству Хмельницкой АЭС».
- 1977 — начинается застройка города.
- 8 февраля 1978 — приказом Министерства энергетики и электрификации СССР под № 59 создано Управление строительства Хмельницкой атомной электростанции, которое и до сегодняшнего дня остаётся главной строительной организацией Нетешина.
- Январь 1981 — как символическое начало строительства, производится вынимание первого ковша грунта под котлован для фундамента первого энергоблока.
- 5 мая 1981 — указом Президии Верховного Совета УССР село Нетешин отнесено к категории посёлков городского типа.
- Октябрь 1981 — закладка первого кубометра бетона фундаментной плиты под реактор.
- Июль 1982 — на строительстве главного корпуса пройдена нулевая отметка.
- 21 августа 1984 — указом Президиума Верховного Совета УССР № 34 пгт Нетешин отнесён к категории городов районного подчинения Славутского района[3].
- 10 декабря 1987 — осуществлён физический пуск энергоблока № 1.
- 22 декабря 1987 — блок № 1 включён в сеть. Началась подготовка к вводу в действие других энергоблоков.
- 1990 — строительство энергоблока № 2 ХАЭС завершено на 95 % и проводится подготовка к пусконастроечным работам, но в это время Верховная Рада Украины принимает мораторий на сооружение новых АЭС и введение новых мощностей на имеющихся станциях.
- 21 октября 1993 — Постановлением Верховной Рады Украины № 3539-XII Нетешин отнесён к категории городов областного подчинения.
- 1993 — Верховная Рада Украины отменяет мораторий на строительство атомных электростанций.

### XXI век
- 2002 — по данным Всеукраинской переписи населения 2001 года, в городе проживает 34 358 человек.
- 2004 — запущен второй энергоблок ХАЭС.

## Галерея
|                              |                        |                        |                |                        |
| Церковь Архистратига Михаила | Проспект Независимости | Проспект Независимости | Ул. Строителей | Собор Неопалима купина |

|                                                                |                     |                    |                     |                   |
| Украинская греко-католическая церковь святого Иоанна Богослова | Плавательный басейн | Гостиница «Горинь» | Стадион «Энергетик» | Музыкальная школа |

## Экономика
По состоянию на 1 января 2001 года в городе осуществляли предпринимательскую деятельность 699 предпринимателей и 311 юридических лиц. Коммерческую деятельность осуществляют 400 предприятий негосударственной формы собственности.

### Промышленность

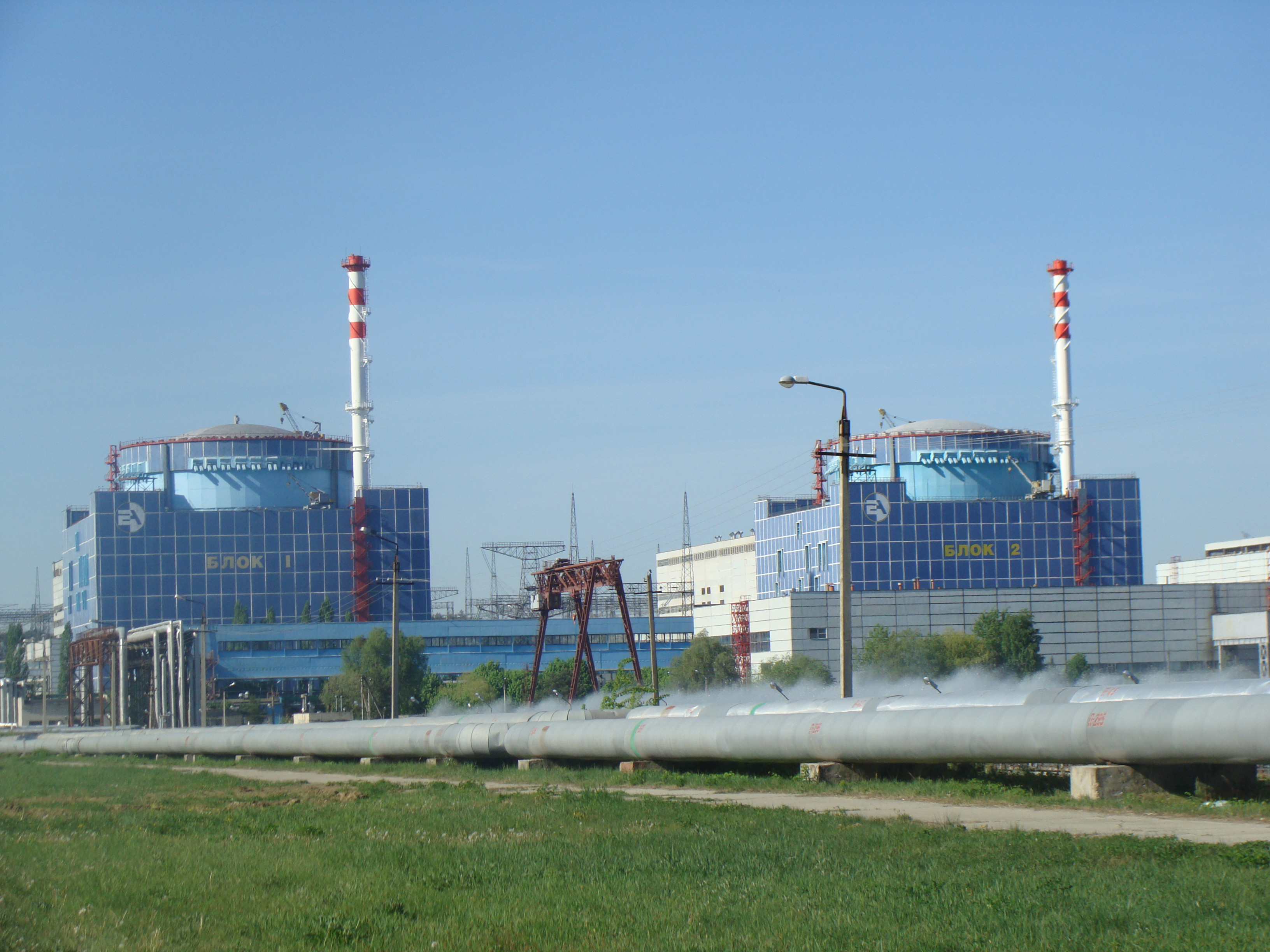
Хмельницкая АЭС

В городе имеется 4 промышленных предприятия. Среди них крупнейшее предприятие области — Хмельницкая АЭС (ХАЭС), включённая в Объединённую энергосистему Украины и предназначенная для покрытия дефицита электрических мощностей в Западном регионе Украины, тепло- и водоснабжения города, очистки сточных вод, ОАО «Атомремонт», ЗАО «Приладсистема» и ОАО «Нетешинпищепром». Доля ХАЭС в общем производстве области превышает 30 %.
Распределение промышленного производства (2007):
- выпуск и распределение электроэнергии, тепла и воды — 99,3 %;
- выпуск машин и станков, оборудования — 0,2 %;
- пищевая промышленность — 0,2 %;
- прочее — 0,2 %.

Распределение малых предприятий:
- промышленность — 8 %;
- торговля и общественное питание — 38 %;
- строительство — 27 %;
- транспорт и связь — 6 %;
- операции с недвижимостью — 15 %;
- прочее — 6 %.

### Торговля
В городе на 2008 год насчитывается 234 объекта торговли, в том числе: 65 магазинов, 70 отделов реализации промышленных и потребительских товаров, 2 торговых комплекса, 20 торговых павильонов, 23 объекта общественного питания и 15 аптек.

### Недвижимость
В сфере строительства занято 30 предприятий, которые насчитывают 1,5 тысячи рабочих мест. Всего на 2001 год отстроено 78 жилых домов, содержащих 9332 квартиры общей площадью 404,3 тыс. м². Ежегодно сдаётся более 10 тысяч м² жилой площади.